# Kara Hayward
Kara Hayward (Andover, 17 novembre 1998) è un'attrice statunitense.
È nota al pubblico principalmente per il suo ruolo di Suzy Bishop nel film del 2012 Moonrise Kingdom - Una fuga d'amore.

## Biografia
Kara Hayward è nata e cresciuta ad Andover. Ha scoperto la sua passione per la recitazione durante un campo estivo, quando per la prima volta ha preso parte ad una recita. La sua prima partecipazione ad un casting è stata per il film Moonrise Kingdom - Una fuga d'amore ed è stata subito scelta per la parte di Suzy Bishop. Il film è stato girato quando lei aveva 13 anni e la sua interpretazione le ha valso la nomination come miglior attrice protagonista di un lungometraggio al 2013 Young Artist Award. È membro dell'associazione internazionale Mensa da quando aveva 9 anni.

## Filmografia

### Attrice

#### Cinema
- Moonrise Kingdom - Una fuga d'amore (Moonrise Kingdom), regia di Wes Anderson (2012)
- The Sisterhood of Night, regia di Caryn Waechter (2014)
- Quitters, regia di Noah Pritzcker (2015)
- Manchester by the Sea, regia di Kenneth Lonergan (2016)
- Paterson, regia di Jim Jarmusch (2016)
- Noi (Us), regia di Jordan Peele (2019)

#### Televisione
- Law & Order - Unità vittime speciali (Law & Order: Special Victims Unit) – serie TV, episodio 15x07 (2013)
- White Collar – serie TV, episodio 5x05 (2013)
- Ciak, si canta (Fan Girl) – film TV, regia di Paul Jarrett (2015)
- Haters Back Off – serie TV, 5 episodi (2017)
- The girl who loved horses (Roar- last episode) - Apple TV (2022)

### Doppiatrice
- L'isola dei cani (Isle of Dogs), regia di Wes Anderson (2018)

## Doppiatrici italiane
- Emanuela Ionica in Moonrise Kingdom - Una fuga d'amore
- Laura Cherubelli in Haters Back Off

Da doppiatrice è sostituita da:
- Mariachiara Di Mitri ne L'isola dei cani